# Arrondissement de Niodior
Das Arrondissement de Niodior in Senegal ist eines von den drei Arrondissements, in die das Département Foundiougne als Teil der Region Fatick gegliedert ist. Das Arrondissement umfasst drei Gemeinden (Communes). Die Unterpräfektur als Sitz des Arrondissements liegt in dem Dorf Niodior, das der Gemeinde Dionewar zugeordnet ist.

## Geografie
Das Arrondissement liegt im Sine-Saloum-Delta und ist ungefähr deckungsgleich mit der Inselgruppe Îles du Gandoul zwischen der Atlantikküste im Westen, dem Hauptfahrwasser des Saloum im Norden und seinem Mündungsarm Diombos im Süden. Die Inselgruppe erstreckt sich unter Einschluss der sie gliedernden Wasserflächen über mehr als 450 km². Auf den Inseln liegen eine Reihe von Dörfern. Die wichtigsten sind: Bassoul, Dionewar, Niodior (Präfektur des Arrondissements), Djirnda, Thialane, Moundé, Bassar, Diogane, Ndioure, Siwo, Falia, Baout, Fambine, Fayako, Felir, Ngadior, Rofangué, Vélingara. Alle Siedlungen des Arrondissements sind nur auf dem Wasserweg erreichbar.
Namhafte Inseln des Arrondissements sind etwa Île de Guior, Île de Guissanor, Île de Oudioubala, Île de Mbill, Sangomar, Île de Poutaké, Île de Gouk oder Île de Ndioundioukh.

## Bevölkerung
Die Daten des Arrondissements und seiner Gemeinden (Communes) sind der Fläche und den letzten Volkszählungen nach wie folgt zusammengestellt:
| Commune        | Fläche km² | Einwohner 2013 | Einwohner 2023 |
| -------------- | ---------- | -------------- | -------------- |
| Bassoul        | 177,900    | 8.947          | 11.946         |
| Dionewar       | 170,700    | 11.274         | 12.589         |
| Djirnda        | 192,400    | 8.649          | 10.418         |
| Arrondissement | 541,000    | 28.870         | 34.953         |